# ミュールシング
ミュールシング (英語 mulesing) は、羊への蛆虫（クロバエ科のヒツジキンバエなどの幼虫）の寄生を防ぐため、子羊の臀部（陰部と表現されることもある）の皮膚と肉を切り取ること。名前は考案者のジョン・ミュールズ (John W. H. Mules) にちなむ。
1930年代から、オーストラリアでメリノ種に対し広く行われている。ニュージーランドでも行われていたが、2007年までに廃止された。
羊毛用に品種改良されたメリノ種は、多くの羊毛を採取するために皮膚面積が広く、全身の皮膚に深い皺がある。そのため、臀部・陰部の皺に糞尿がたまりやすく、蛆虫が繁殖しやすい。そうなると、羊は蛆虫に皮膚や肉を食い破られ、死に至ることもある。それを予防するため、ミュールシングがなされる。ミュールシング以外では、薬品を使う方法（ケミカルトリートメント）などがある。
ミュールシングは無麻酔でおこなわれ、また傷跡の治療なども行われない。そのこともあり、動物愛護の面から批判がある。アメリカ合衆国の動物愛護団体「PETA」はオーストラリアにミュールシングの停止を訴え、小売店にオーストラリア産羊毛製品のボイコットを訴えている。2008年2月には、スウェーデンに本社を持ち世界各国に展開する大手衣料品会社ヘネス・アンド・モーリッツ (H&M)がオーストラリア産ウールを使用しないことを発表した。